# Сборная Малайзии по регби
Сборная Малайзии по регби (малайск. Pasukan ragbi kebangsaan Malaysia) представляет Малайзию в международных матчах по регби высшего уровня. Команда не участвовала в финальной части чемпионата мира, но участвует в квалификационных турнирах с 1995 года. По состоянию на 9 сентября 2019 года Малайзия занимает 49-е место в рейтинге IRB. Команда управляется Малайзийским регбийным союзом (Kesatuan Ragbi Malaysia).

## История
Первая отборочная кампания малайзийцев пришлась на чемпионат мира 1995 года в ЮАР. Команда начала отбор с первого раунда, где обыграла Шри-Ланку, но затем уступила Тайваню и Японии. Сборная также пыталась пройти отбор на следующий кубок мира. В этот раз команда стартовала со второго раунда, где проиграла дважды — Шри-Ланке и Тайваню. Новый цикл малайзийцам пришлось снова начать с первой стадии, в рамках которой они проиграли как Тайваню, так и Сингапуру. В преддверии чемпионата 2007 года Малайзия проиграла Казахстану и Индии, но преодолела сопротивление Гуама. Мировое первенство в Новой Зеландии также прошло без участия сборной, которая в первом раунде плей-офф выиграла у Пакистана, уступив затем Таиланду.
Одним из принципиальных соперников Малайзии является сборная Сингапура. Малайзия является победителем первого розыгрыша Кубка Полумесяца, проведённого в 2015 году.

## Результаты
По состоянию на 23 мая 2013 года.
| Соперник         | Матчи | Победы | Поражения | Ничьи | Доля побед |
| ---------------- | ----- | ------ | --------- | ----- | ---------- |
| Арабский залив   | 2     | 0      | 2         | 0     | 0 %        |
| Гонконг          | 4     | 0      | 3         | 1     | 0 %        |
| Гуам             | 1     | 1      | 0         | 0     | 100 %      |
| Индия            | 4     | 3      | 1         | 0     | 75 %       |
| Казахстан        | 2     | 0      | 2         | 0     | 0 %        |
| Китай            | 4     | 3      | 1         | 0     | 75 %       |
| Лаос             | 1     | 1      | 0         | 0     | 100 %      |
| Нигерия          | 1     | 1      | 0         | 0     | 100 %      |
| Пакистан         | 1     | 1      | 0         | 0     | 100 %      |
| Сингапур         | 10    | 2      | 8         | 0     | 20 %       |
| Таиланд          | 6     | 1      | 5         | 0     | 17 %       |
| Тайвань          | 5     | 1      | 4         | 0     | 20 %       |
| Филиппины        | 1     | 0      | 1         | 0     | 0 %        |
| Шри-Ланка        | 9     | 2      | 7         | 0     | 22 %       |
| Республика Корея | 4     | 0      | 4         | 0     | 0 %        |
| Всего            | 55    | 16     | 38        | 1     | 29 %       |